# Polistes comanchus
Polistes comanchus o la avispa de papel comanche es una especie de avispa de papel en la familia Vespidae. Hay 2 subespecies.

## Distribución
Esta especie ocurre en los desiertos de Sonora y Chihuahua. La subespecie P. comanchus comanchus ocurre en los estados de Coahuila y Durango en México y los estados de Texas y Nuevo México de los Estados Unidos. La subespecie P. comanchus navajoe ocurre en los estados de Sonora, Chihuahua, Durango y Sinaloa de México y los estados de Nuevo México, Arizona y California de los Estados Unidos.

## Subespecies
P. comanchus comanchus tiene un escutelo negro y el abdomen, especialmente el segundo segmento, es rojo. P. comanchus navajoe tiene un escutelo amarillo o rojo y  abdomen es más negro.

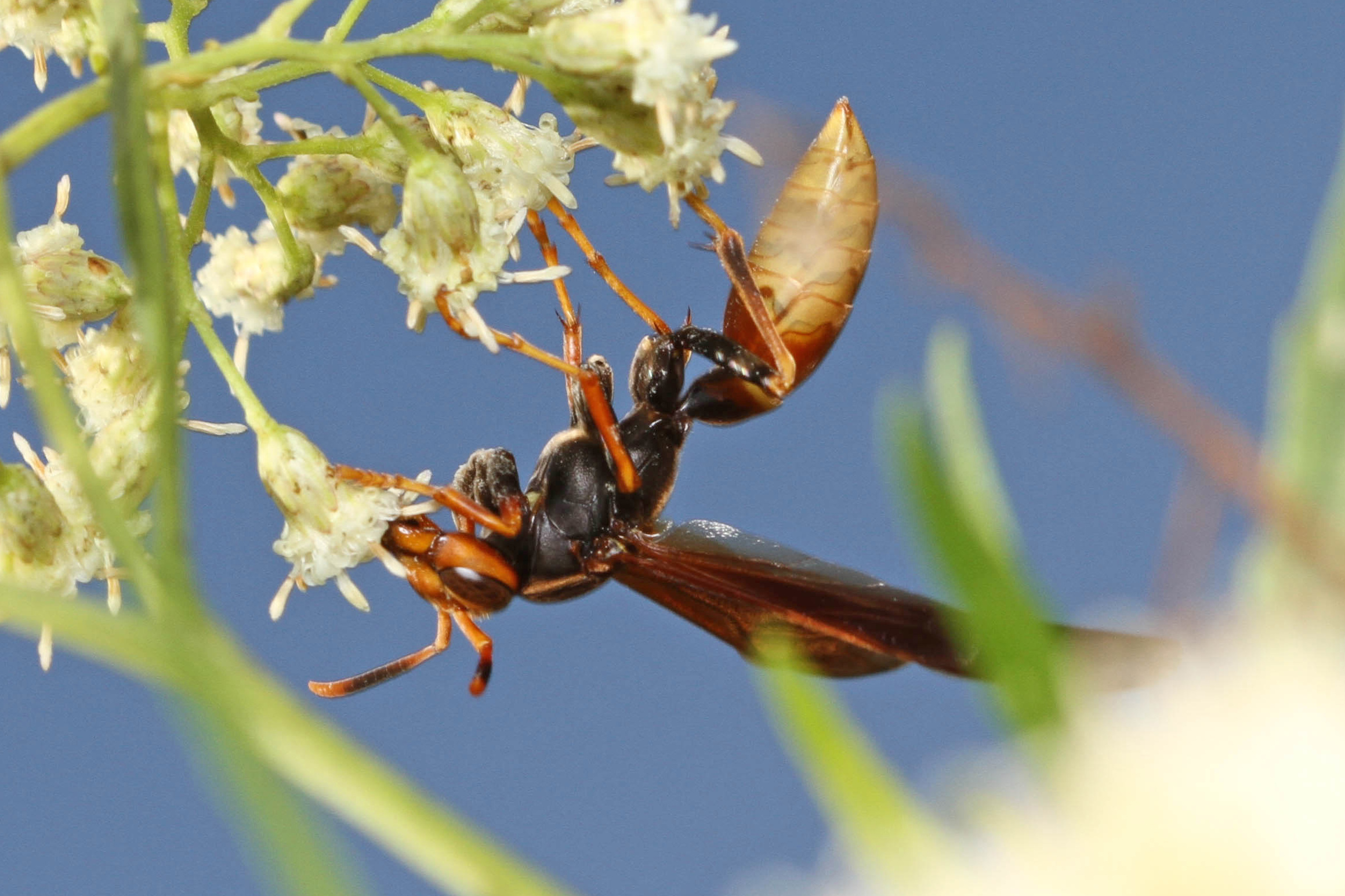
P. comanchus comanchus fotografiado en Texas
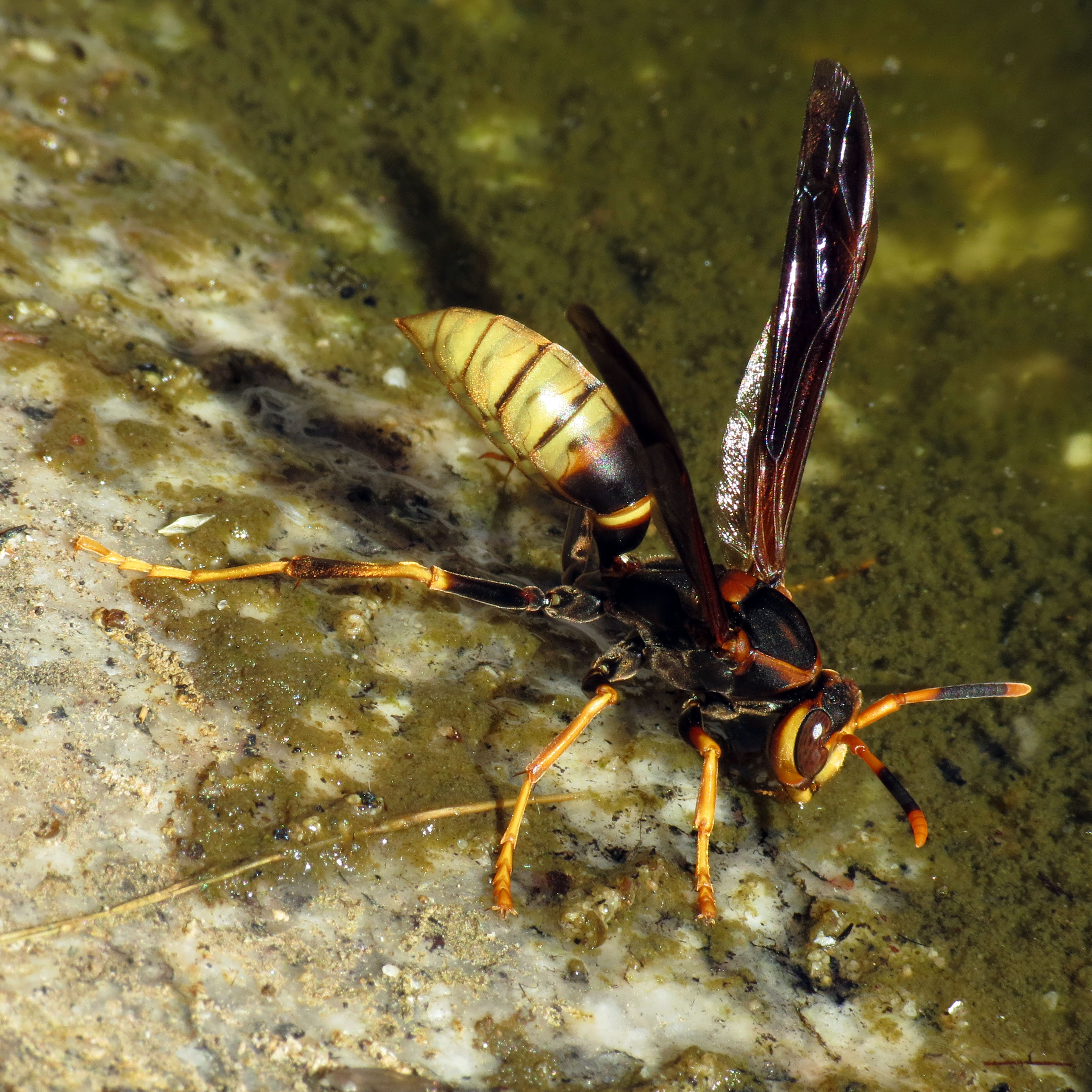
P. comanchus navajoe fotografiado en Arizona